# Keene Automobile Company
Keene Automobile Company, vorher Trinity Cycle Manufacturing Company, war ein US-amerikanischer Hersteller von Fahrzeugen.

## Unternehmensgeschichte
Reynold Janney betrieb seit etwa 1887 oder 1897 die Trinity Cycle Manufacturing Company in Keene in New Hampshire. Im Juli 1900 kündigte er die Produktion von Automobilen an, die später im Jahr begann. Der Markenname lautete Keene Steamobile. Anfang 1901 erfolgte die Umfirmierung in Keene Automobile Company.
Bereits im Februar 1902 erwarb ein Unternehmen aus Delaware alle Rechte und Patente, zog nach Keene und nannte sich nun Steamobile Company of America.

## Fahrzeuge
Im Angebot standen ausschließlich Dampfwagen. Sie hatten einen Dampfmotor mit zwei Zylindern. Die Leistung war mit 7 bis 9 PS angegeben. Der Neupreis betrug 850 US-Dollar.